# Tasha Thomas
Tasha Thomas (1945 – 8 de noviembre de 1984) fue una cantante y actriz estadounidense, reconocida por su papel como la Tía Em en la producción de Broadway The Wiz. También obtuvo reconocimiento musical con su sencillo "Shoot Me (With Your Love)," del álbum Midnight Rendezvous de 1979. Thomas falleció de cáncer en 1984, a la edad de 39 años.

## Discografía

### Álbumes
- The Wiz (Atlantic Records, ASIN: B000V6AS46)
- Midnight Rendezvous (Atlantic Records, ATLANTIC SD 19223 1)